# Mio, mein Mio
Mio, mein Mio ist ein Kinderbuch von Astrid Lindgren. Die Originalausgabe von Mio, mein Mio erschien 1954 in Schweden unter dem Titel Mio, min Mio. Sie wurde von Ilon Wikland illustriert und später von Karl Kurt Peters ins Deutsche übersetzt. 2020 erschien in Schweden eine von Johan Egerkrans illustrierte Neuauflage des Buches, die im Jahr 2022 auch in Deutschland veröffentlicht wurde.

## Handlung
Bo Wilhelm Olsson alias Bosse ist ein neunjähriger Stockholmer Waisenjunge, der von seinen Pflegeeltern schlecht behandelt wird. Er sehnt sich nach einem Vater, wie sein Freund Benka einen hat, der mit ihm Modellflugzeuge bauen könnte. Bosses Mutter starb bei seiner Geburt, und von seinem leiblichen Vater weiß keiner etwas. Eines Tages schickt ihn seine Pflegemutter zum Einkaufen. Als er am Obstladen vorbeikommt, erhält Bosse von der Verkäuferin einen Apfel und eine Postkarte, die er in den Briefkasten am Ende der Straße einwerfen soll. Auf der Karte steht: „Er ist auf dem Weg, er, den du so lange gesucht hast. Er reist durch Tag und Nacht und hält in seiner Hand das Zeichen, den goldenen Apfel.“
Bosse findet den Text merkwürdig, doch als er den Apfel betrachtet, ist dieser aus Gold. Er setzt sich auf eine Bank im Tegnérpark und entdeckt eine Flasche, in der sich etwas rührt. Als er den Stöpsel entfernt, kommt ein Geist zum Vorschein. Dieser kommt aus dem Land der Ferne. Er fragt den Jungen, was er sich als Belohnung für die Befreiung aus der Flasche wünsche. Bosse nennt nur eine Antwort: „Nimm mich mit! Oh, nimm mich mit in das Land der Ferne. Dort ist jemand, der auf mich wartet.“ Der Geist zweifelt erst, doch als er den Goldapfel sieht, ruft er: „Du bist der, den ich holen soll.“ Gemeinsam brechen sie ins Land der Ferne auf.
Sie fliegen an den Sternen vorbei, bis Bosse weit unten eine grüne Insel entdeckt: das „Land der Ferne“. Unten am Strand steht sein Vater, der König des Landes. Zusammen mit seinem Freund Jum-Jum, einer Verkörperung seines Freundes Benka, befreit Bosse als Prinz Mio das Reich des Vaters vom Herrscher des „Landes Außerhalb“, dem bösen Ritter Kato mit dem steinernen Herzen, der viele Kinder aus dem paradiesischen „Land der Ferne“ entführt hatte. Es gelingt Mio und Jum-Jum, die Menschen und das Land von Ritter Kato zu erlösen.

## Hintergrund
Astrid Lindgren wurde in Bezug auf Mio, mein Mio stark von der Geschichte Prinz Florestan und der Riese Bam-Bam inspiriert. Im Buch über ihre Eltern, Samuel August från Sevedstorp och Hanna i Hult, berichtet Lindgren, wie sie die Geschichte vom Mädchen Edit aus der Nachbarschaft erzählt bekam. An anderer Stelle schrieb sie nieder: „Diese Edit – gelobt sei sie jetzt und immer – las für mich die Geschichte vom Riesen Bam-Bam und der Fee Viribunda und setzte damit meine Kinderseele in Vibrationen, welche immer noch nicht richtig abgeklungen sind. In einer seit langem verschwundenen kleinen Arbeiterküche war es, als ob ein Wunder geschah, und seit diesem Tag gab es in der Welt keine andere Küche mehr.“ Die Übereinstimmungen zwischen beiden Erzählungen sind zahlreich – die väterliche Liebe, der Schlossgarten, der Junge auf dem Wall, die Pfeife und der Gesang des Vogels im Garten spiegelten sich fast 50 Jahre später in Mio, mein Mio wider.
Prinz Florestan wurde von Anna Maria Roos geschrieben und 1908 in der Weihnachtszeitung Silvervit erstmals veröffentlicht. Die Geschichte handelt vom Land Pamfylien und dem König Basilius, der seinen Sohn, Prinz Florestan, über alles liebt. Der Prinz darf den Schlossgarten nicht verlassen, weil der König Angst hat, dass ihm dann vom gemeinen Riesen Bam-Bam übel mitgespielt wird. Florestan befreundet sich mit dem Jungen Toto, der auf der anderen Seite des Zauns lebt, und lernt von diesem schöne Melodien auf der Pfeife zu spielen. Des Königs Angst war begründet, eines Tages wird der Prinz von einem großen Geier aus dem Garten entführt und zum Riesen Bam-Bam gebracht, bei dem er als dessen Sklave arbeiten muss. Dank seiner Spielkunst auf der Pfeife kann der Prinz den Riesen verzaubern und später von seinem Freund Toto und der Fee Viribunda befreit werden.
In ihrer Anthologie „Meine Erfindungen“ (Mina påhitt) berichtet Astrid Lindgren, wie sie die endgültige Idee zum Buch bekam, als sie beim Spazieren „an einem Jungen vorbeiging, der etwas sorgenvoll auf einer Bank saß. Es war ein dunkler Herbstabend, und er sah so einsam und traurig aus. Ich bestimmte, dass er (Bosse) im Haus Upplandsgatan 13B wohnt, das lag daran, dass ich den Jungen in diesem Eingang verschwinden sah. Danach habe ich ihn nie mehr gesehen. Ist das nicht leicht merkwürdig?“
Das erste Kapitel von Mio, mein Mio publizierte Astrid Lindgren 1950 in der Zeitung Idun, bevor sie 1954 die gesamte Geschichte veröffentlichte. Zu diesem Zeitpunkt war sie bereits international als erfolgreiche Autorin bekannt. Illustriert wurde das Kapitel von Staffan Lindén.

## Form
Mio, mein Mio ist in einem märchenhaften Stil erzählt und gilt als kleines literarisches Kunstwerk. Eine besondere eindringliche Wirkung erzielt Lindgren auf sprachlicher Ebene dadurch, dass sie oft wiederkehrende Formulierungen verwendet. So spricht Mio immer von „mein Vater, der König“, und dieser wiederum immer von „Mio, mein Mio“; und auf der Reise durch das Land Außerhalb haben die Kinder immer wieder „Angst, große, große Angst“.

## Auszeichnungen und Kritiken
Als Mio, mein Mio veröffentlicht wurde, wurde Astrid Lindgren den größten Märchenerfindern der Literatur gleichgestellt. Der Rezensent der Zeitung Sydsvenska Dagbladet, Daniel Hjort Lindgren, verglich sie unter der Rubrik „Ein Meisterwerk“ mit Zacharias Topelius und setzte fort: „Die Verse sind leicht archaisch, mit fast evangelischem Ton, die Landschaft ist tagesfrisch stilisiert und alles fügt sich in Mio, mein Mio so zusammen, dass daraus ein Meisterwerk, nicht nur für die Kinderliteratur, sondern für die Dichtkunst überhaupt, entsteht“.
Der amerikanische Chicago Tribune beschrieb das Buch als „ein poetisches Märchen, das einfühlsam und wahr ist“ und setzte fort: „ein herausragender Beitrag zum Märchengenre“.
Dieses Astrid-Lindgren-Werk wurde 1956 mit dem Deutschen Jugendliteraturpreis ausgezeichnet.

## Theater und Oper
Die Bühnenfassung in deutscher Sprache von Anna-Liese Kornitzky wurde 1979 vom Theater für Kinder, Hamburg uraufgeführt.
Torsten Wille vertonte das Kinderbuch. Die Uraufführung der Oper fand 1999 an der Deutschen Oper Berlin statt, Regie führte Martina Pfaff.
Die gleichnamige Familienoper von Peter Leipold wurde im April 2022 im Theater Erfurt uraufgeführt, das Libretto stammt von Friederike Karig. Erschienen im Verlag für Kindertheater Weitendorf GmbH.

## Verfilmung
Im Jahre 1987 entstand die Verfilmung des Buches als schwedisch-norwegisch-sowjetische Co-Produktion. Regie führte Wladimir Grammatikow. In den Erwachsenen-Hauptrollen waren zu sehen: Timothy Bottoms, Susannah York und Christopher Lee. Den Mio spielte Nicholas Pickard, seinen besten Freund Jum-Jum Christian Bale.

## Belege
1. ↑  Therese Bohman: Något så här vackert är värt att kämpa för.
2. ↑  Susanne Brenner: Schöne Romane für junge Leseratten.
3. ↑  aus Astrid Lindgren och sagans makt, von Vivi Edström, Stockholm 1997, Seiten 40–42, Herausgeber: Rabén & Sjögren, ISBN 912964044X
4. ↑  Sydsvenska Dagbladet, 9. Dezember 1954
5. ↑  Chicago Tribune, 2. März 1957
6. ↑  Die Deutsche Oper zeigt den von Torsten Wille vertonten Kinderbuchklassiker Astrid Lindgrens. Abgerufen am 18. November 2019.
7. ↑  Peter Leipold nach Astrid Lindgren: Mio, mein Mio - Familienoper. In: Kindertheater.de. Abgerufen am 1. Mai 2024.